# FS Meteor
Le FS Meteor est un navire océanographique multidisciplinaire allemand  (FS, en allemand : Forschungsschiff) exploité par l'Université de Hambourg. Il opère principalement dans les régions de l'Atlantique, de l'océan Pacifique oriental et de l'océan Indien occidental, ainsi que dans la mer Méditerranée et la mer Baltique. L’actuel Meteor est le troisième navire de recherche allemand du même nom et devrait être remplacé par un nouveau navire du même nom en 2026.

## Histoire
Il a été construit en 1985/86 sur le chantier naval Schlichting à Travemünde. Le propriétaire du navire est la République fédérale d’Allemagne, représentée par le Ministère fédéral de l'Éducation et de la Recherche (Allemagne) (BMBF), qui a également pris en charge les coûts de construction. 70% des coûts de fonctionnement (équipement, réparations, personnel permanent) sont pris en charge par la Fondation allemande pour la recherche (DFG) en tant qu'aide à la recherche et 30% par le BMBF.
Le navire opère dans le monde entier, permettant aux scientifiques des universités et autres institutions de recherche des Länder allemands et de la République fédérale de mener des recherches fondamentales et est constamment modernisé. Il y a 20 laboratoires à bord pour la science. En outre, le navire effectue des recherches sur plusieurs treuils et diverses grues, y compris une énorme potence. Des planeurs sous-marins sont également utilisés à partir du navire ainsi qu'une plateforme d'observation (ROV Marum-Quest). À bord, il y a plusieurs places de stationnement pour les conteneurs scientifiques.
Un nouveau bâtiment en construction chez Meyer Werft, nommé Meteor IV, est prévu pour 2026.

## Galerie

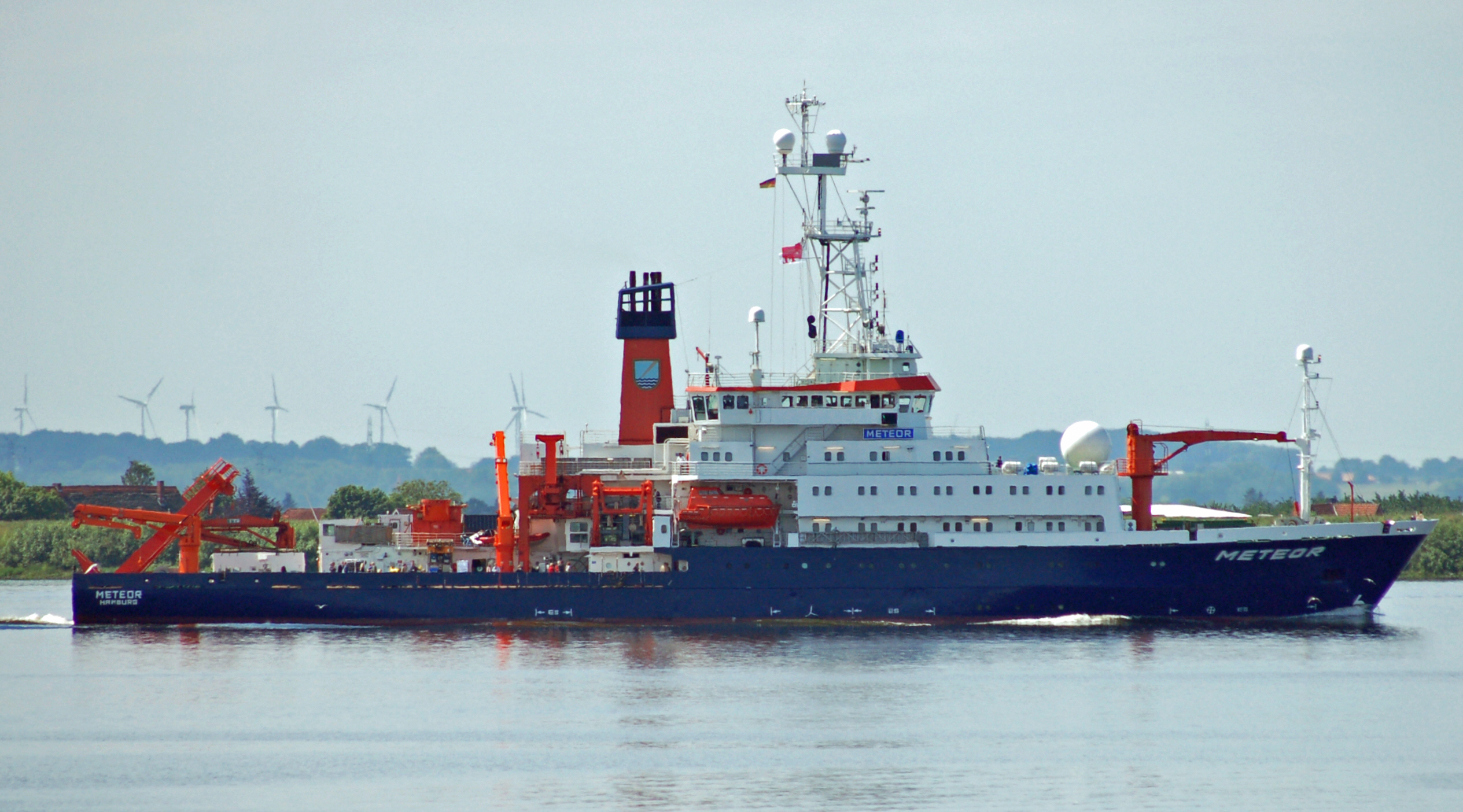
RV Meteor
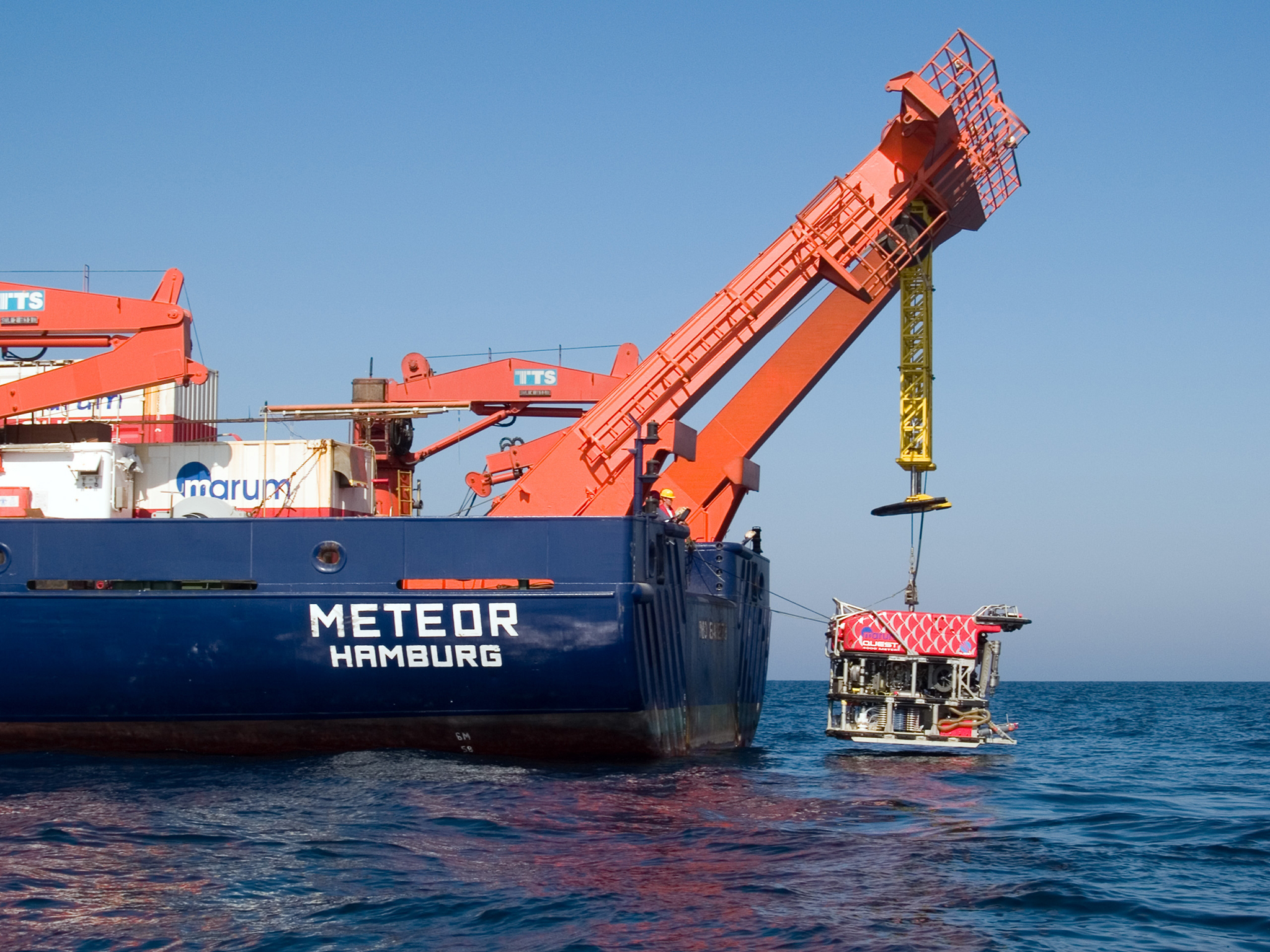
RV Meteor (pont arrière)
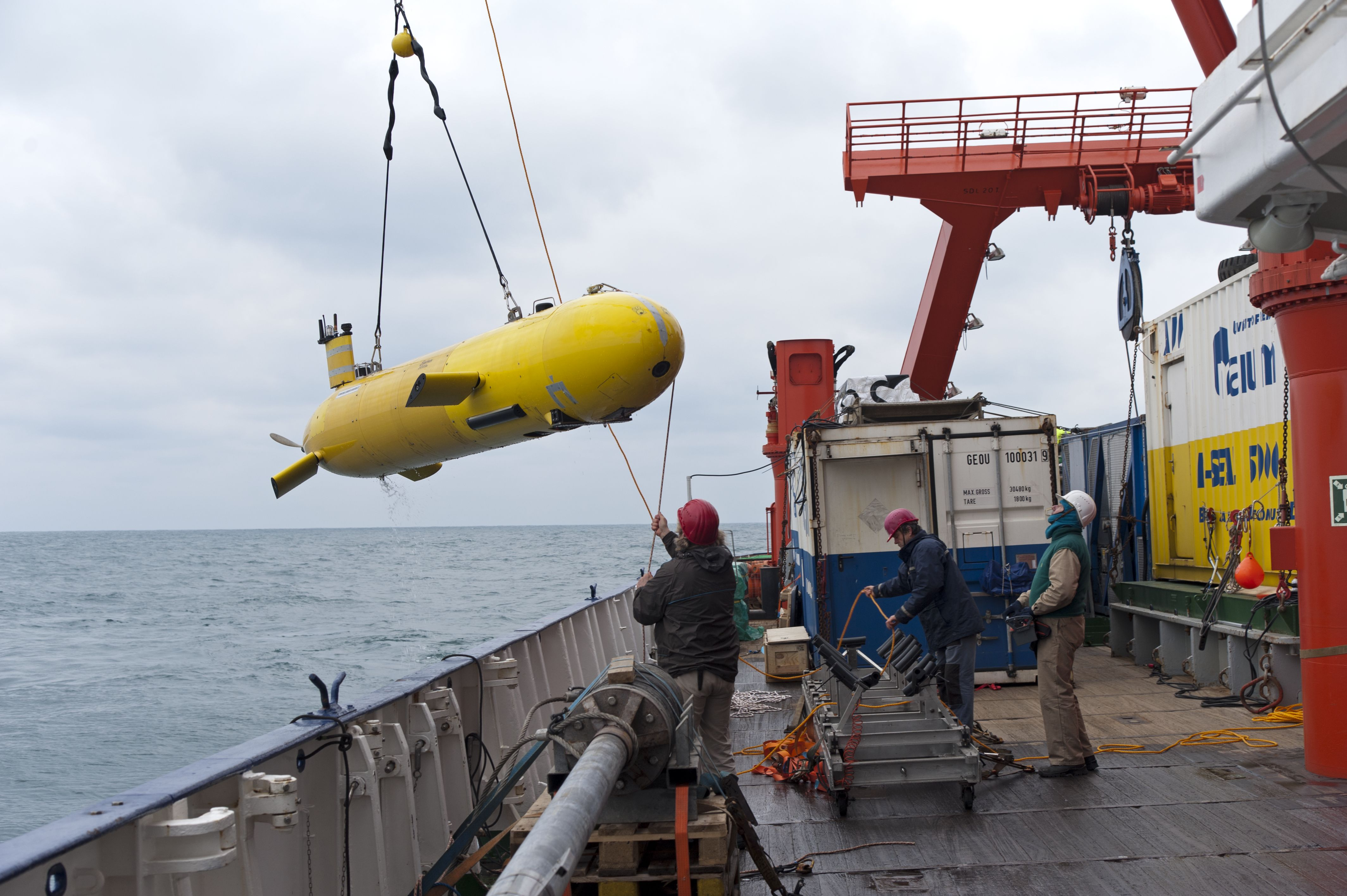
AUV Marum